# Un voyage à Paramount-Ville

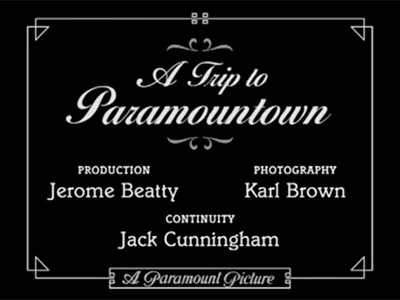
Générique du film.

Un voyage à Paramount-Ville (A Trip to Paramountown) est un film documentaire américain réalisé par Jack Cunningham et produit par Famous Players-Lasky, sorti en 1922, pour fêter les 10 ans de la création de Paramount Pictures. Il met en scène de nombreux acteurs et actrices qui étaient alors sous contrat avec la Paramount.

## Contexte
Ce film de promotion de la société de production Paramount a pour objectif de montrer les employés de l'industrie cinématographique dans leur cadre de travail et leurs activités quotidiennes. Il est sorti après plusieurs scandales liés à l'industrie cinématographique, tels que le procès pour homicide involontaire impliquant le comédien du cinéma muet Roscoe Arbuckle, la mort de l'actrice Olive Thomas (décédée en réalité à New York), le meurtre du réalisateur William Desmond Taylor, et le déclin lié à la drogue de Wallace Reid, à qui un médecin du studio avait administré de la morphine après un accident de train sur le plateau en 1919, ce qui entraîna sa toxicomanie et sa mort en janvier 1923.
Ce film a influencé les films scénarisés ultérieurs liés au studio, tels que le film de Paramount Hollywood (1923), Âmes à vendre de Goldwyn Pictures (1923) et Mirages (Show People) de MGM (1928). Paramount a ensuite publié A Trip Through the Paramount Studio (1927) en réponse au MGM Studio Tour de MGM (1925). Le film a été proposé gratuitement aux salles de cinéma

## Fiche technique
- Titre original : A Trip to Paramountown
- Réalisation : Jack Cunningham
- Scénario : Jack Cunningham
- Producteurs : Adolph Zukor, Jesse L. Lasky
- Société de distribution : Paramount Pictures
- Durée : 20 minutes
- Date de sortie :
  - États-Unis : 10 juillet 1922

## Distribution
- T. Roy Barnes
- Alice Brady
- Betty Compson
- Dorothy Dalton
- Bebe Daniels
- Marion Davies
- William C. deMille
- Cecil B. DeMille
- George Fawcett
- Julia Faye
- Elsie Ferguson
- Wanda Hawley
- Jack Holt
- Leatrice Joy
- Lila Lee
- Walter Long
- Bert Lytell
- May McAvoy
- Thomas Meighan
- George Melford
- Mary Miles Minter
- Tom Moore
- Conrad Nagel
- Nita Naldi
- Anna Q. Nilsson
- Wallace Reid
- Theodore Roberts
- Milton Sills
- Gloria Swanson
- Rudolph Valentino

## Statut du film
- « A Trip to Paramountown » a été conservé par les Academy Film Archive en 2016[3].